# Mancoa foliosa
Mancoa foliosa là một loài thực vật có hoa trong họ Cải. Loài này được (Wedd.) Wedd. mô tả khoa học đầu tiên năm 1934.